# Synthecium orthogonium
Synthecium orthogonium is een hydroïdpoliep uit de familie Syntheciidae. De poliep komt uit het geslacht Synthecium. Synthecium orthogonium werd in 1852 voor het eerst wetenschappelijk beschreven door Busk. 